# خارج از کنترل
خارج از کنترل (انگلیسی: Out of Control) یک فیلم اکشن دلهره‌آور محصول آلمان و چین در سال ۲۰۱۷ به کارگردانی اکسل سند و ریچارد لین و با بازی تی.او.پی، سیسیلیا چیونگ و مایکل تروینو است.

## بازیگران
- سیسیلیا چیونگ در نقش لوسی لین
- تی.او.پی در نقش تام یونگ
- مایکل تروینو در نقش بنت کایزر

## تولید
خارج از کنترل توسط دریمز آو درگنز پیکچرز (چین) و اکشن کانسپت (آلمان) تولید شده است. تصویربرداری اصلی در مه ۲۰۱۶ در آلمان آغاز شد.

## انتشار
این فیلم در جشنواره فیلم کلن در کلن، آلمان در ۱ اکتبر ۲۰۱۷ به نمایش درآمد.